# کومدون
کومدون (به انگلیسی: comedo) (به فرانسوی: comédon) بسته شدن منفذ پوست با چربی و سلول‌های مرده است. به نوع سرباز آن جوش سرسیاه و به نوع سربسته آن جوش سرسفید می‌گویند. آکنه یا جوش جوانی، از بیماری‌های شایع دوران نوجوانی و جوانی است. این بیماری موجب بروز شکل‌های مختلف ضایعات پوستی می‌شود.
در درمان و تجویز دارو، توجه به نوع ضایعات پوستی دارای اهمیت است. به‌طورکلی، ضایعات آکنه به دو دستهٔ التهابی و غیرالتهابی تقسیم می‌شود. اولین ضایعات ایجادشده در آکنه، ضایعات غیرالتهابی است که «کومدون» نام دارد.
از کومدون در سطح جامعه بیشتر با نام جوش زیرپوستی یاد می‌شود. کومدون‌ها یا سرسیاه هستند (باز) یا سرسفید (بسته). ضایعات التهابی، آکنهٔ قرمزرنگ و گاهی چرکی است. توصیهٔ کلی در مورد آکنه «دستکاری نکردن جوش» است. دستکاری جوش‌ها، به‌ویژه جوش‌های التهابی، موجب بروز عوارضی مانند باقی‌ماندن جای جوش می‌شود. دستکاری غیراصولی ضایعات غیرالتهابی (کومدون)، مثلاً کندن آن‌ها نیز موجب بروز این عوارض خواهد شد.

## علت
جوش‌های زیرپوستی که کومدون نام دارند؛ معمولاً ناشی از بسته‌شدن دهانهٔ خروجیِ غدد چربی‌ساز پوست است. ترشحات چربی وقتی نمی‌تواند از دهانهٔ مسدودشدهٔ غدد چربی‌ساز خارج شود، داخل این غدد مثل بادکنک تجمع پیدا می‌کند. در نتیجه ی این تجمع چربی در زیر پوست جوش‌های زیرپوستی ایجاد می‌شود.

البته یکی از دلایل اصلی به‌وجودآمدن این جوش‌ها زمینهٔ ارث و ژنتیک است. لوازم آرایش عوامل اصلی جوش‌های سرسیاه است، اما موارد دیگری نیز به‌شکل جانبی باعث انسداد غدد چربی‌ساز می‌شود؛ مانند استفاده از پماد روی پوست که می‌تواند منجر به ایجاد جوش یا بدترشدن آن شود.
علاوه بر این، نمونهٔ دیگر در مورد کسانی است که عادت دارند به موهایشان روغن یا ژل مو بزنند. هنگامی که موی چرب‌شده با پوست پیشانی تماس پیدا می‌کند، به ایجاد جوش زیرپوستی منجر خواهد شد.
مردم یک‌سری از جوش‌های التهابیِ عمیق را نیز جوش زیرپوستی می‌دانند. در مورد کومدون‌ها باید گفت که این جوش‌ها درد ندارد؛ فقط ظاهر آن‌ها به‌شکلی است که انگار روی صورت مبتلایان شن پاشیده‌باشند. برخی از این جوش‌های زیرپوستی به‌دلیل این‌که منفذ ظریفی به خارج باز کرده‌است، ممکن است به رنگ سیاه دیده شود که به آن‌ها جوش سرسیاه هم گفته می‌شود. ولی بعضی از آن‌ها که دهانهٔ کاملاً مسدود دارند و ترشحاتشان به بیرون نشت نمی‌کند، جوش‌های سرسفید یا جوش‌های بسته‌اند.

برای مشاهدهٔ بهترِ جوش‌های سفید، وقتی پوست را می‌کشیم، تجمع چربی را به‌شکل ذرات ظریفی روی پوست می‌توانیم ببینیم. در مورد این جوش‌ها یک نکتهٔ خوب این است که این جوش‌ها چون التهاب ندارد، بعد از تخلیه، از خودشان جا نمی‌گذارند؛ بنابراین، ضرورتی برای درمان آن‌ها وجود ندارد. ولی اگر تعدادشان خیلی زیاد باشد، ممکن است پوست را تاحدی ناصاف و بدمنظر نشان دهد. زمانی که فولیکول‌های متصل در سطح پوست باز شوند، جوش‌های سرسیاه تشکیل می‌شود. همچنین زمانی که کامدون‌ها باز هستند، علت سیاهی سر جوش، بر اثر واکنش غدد چربی با هواست؛ و بخاطر چرک کردن یا آلودگی غدد چربی، نیست.

## درمان

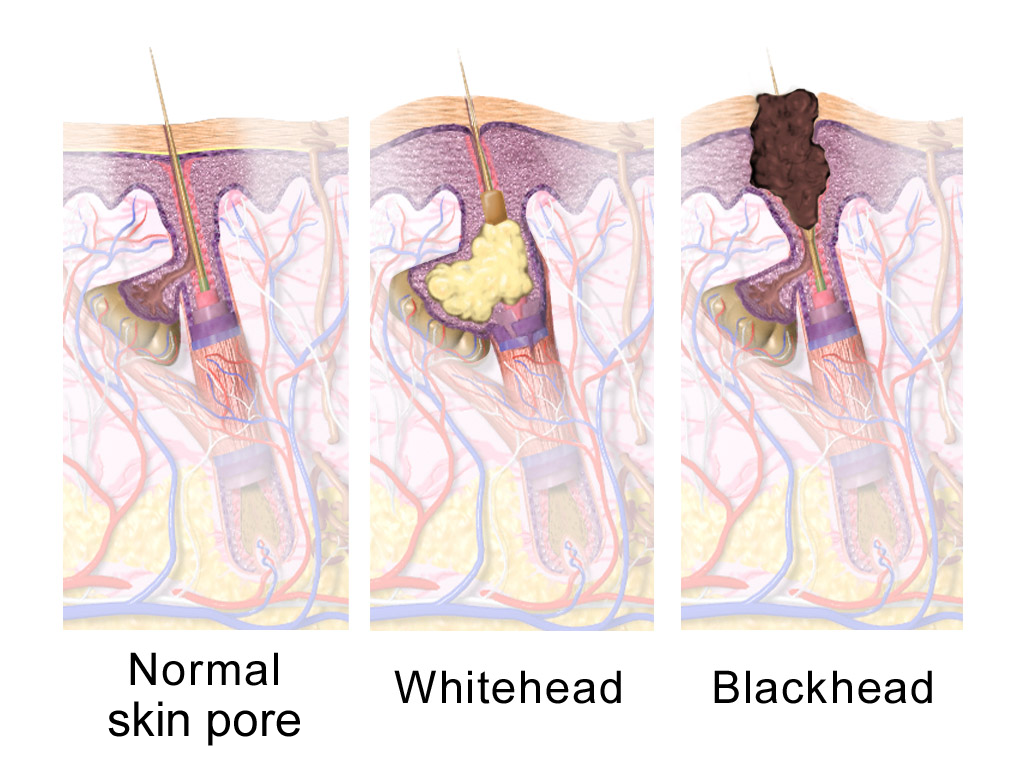
تصویری از جوش سرسیاه

قدم اول درمان، استفاده از داروهای لایه‌برداری محسوب می‌شود؛ که ممکن است این داروها بتوانند دهانهٔ بسته‌شدهٔ غدد چربی‌ساز را باز کنند. به‌دنبال تخلیه‌شدن ترشحات، پوست صاف می‌شود؛ ولی اگر کرم‌های لایه‌بردار برای درمان کافی نباشد، می‌توان به‌شکل مکانیکی یا فیزیکی جوش‌ها را تخلیه کرد. البته این کار باید با وسیله‌ای انجام شود که حداقلِ عوارض و آسیب را برای پوست به همراه داشته‌باشد؛ بنابراین، تخلیهٔ جوش‌های زیرپوستی با فشاردادن، نیشگون‌گرفتن یا له‌کردن آن‌ها کار درستی نیست؛ چون ممکن است آسیبی به پوست وارد کند که جای آن بر روی پوست باقی بماند. این کار توسط پزشک یا پرستار و با وسیلهٔ مناسبی به نام کومدون اکستراکتور انجام می‌شود. همچنین می‌توان از درمان‌های سنتی و چسب‌های پاک‌کننده جوش سرسیاه استفاده نمود.